# Verbandsgemeinde Hachenburg
La comunità amministrativa di Hachenburg (Verbandsgemeinde Hachenburg) si trova nel circondario del Westerwaldkreis nella Renania-Palatinato, in Germania.

## Comuni
Fanno parte della comunità amministrativa i seguenti comuni:
| Comune, città               | Sup. (km²) | Abitanti |
| --------------------------- | ---------- | -------- |
| Alpenrod                    | 12,15      | 1 599    |
| Astert                      | 2,39       | 245      |
| Atzelgift                   | 2,74       | 622      |
| Borod                       | 3,16       | 497      |
| Dreifelden                  | 5,10       | 254      |
| Gehlert                     | 5,20       | 609      |
| Giesenhausen                | 4,88       | 325      |
| Hachenburg, città           | 21,42      | 6 175    |
| Hattert                     | 11,53      | 1 754    |
| Heimborn                    | 3,74       | 273      |
| Heuzert                     | 2,15       | 114      |
| Höchstenbach                | 5,67       | 700      |
| Kroppach                    | 4,01       | 691      |
| Kundert                     | 3,14       | 246      |
| Limbach                     | 3,69       | 404      |
| Linden                      | 2,51       | 140      |
| Lochum                      | 4,65       | 322      |
| Luckenbach                  | 3,61       | 667      |
| Marzhausen                  | 3,03       | 263      |
| Merkelbach                  | 2,56       | 413      |
| Mörsbach                    | 5,92       | 414      |
| Mudenbach                   | 4,78       | 725      |
| Mündersbach                 | 9,26       | 780      |
| Müschenbach                 | 3,50       | 966      |
| Nister                      | 5,42       | 1 050    |
| Roßbach                     | 7,47       | 820      |
| Steinebach an der Wied      | 8,30       | 829      |
| Stein-Wingert               | 3,50       | 224      |
| Streithausen                | 3,93       | 498      |
| Wahlrod                     | 6,00       | 870      |
| Welkenbach                  | 2,30       | 142      |
| Wied                        | 4,68       | 475      |
| Winkelbach                  | 1,34       | 242      |
| Verbandsgemeinde Hachenburg | 173,74     | 24 348   |

(Abitanti al 31 dicembre 2021)